# Henri Galli
Pour les articles homonymes, voir Galli.
Louis Henri Désiré Galichet, connu sous le pseudonyme Henri Galli, né le 16 novembre 1853 à Châlons-en-Champagne et mort le 29 mai 1922 à Paris, est un journaliste , homme de lettres et homme politique français de la Troisième République.

## Biographie
Issu d'une ancienne famille champenoise les Galichets, apparentée aux Lochets et aux de Pinteville, il est journaliste politique, collabore à de nombreux journaux (La cocarde, L'intransigeant...) et est secrétaire général de L’Événement. Il devient rédacteur en chef du Drapeau organe de presse de la ligue des patriotes, périodique qui devient quotidien. Il est également vice-président de la Ligue, fondée et animée par Paul Déroulède.
Son œuvre historique, polémique et littéraire est considérable. Il est aussi le fondateur d'une revue d'art illustrée, L'Art français, avec Firmin Javel.
Il est membre de la Société des gens de lettres. Il est fait chevalier de la Légion d'honneur le 6 mai 1913.

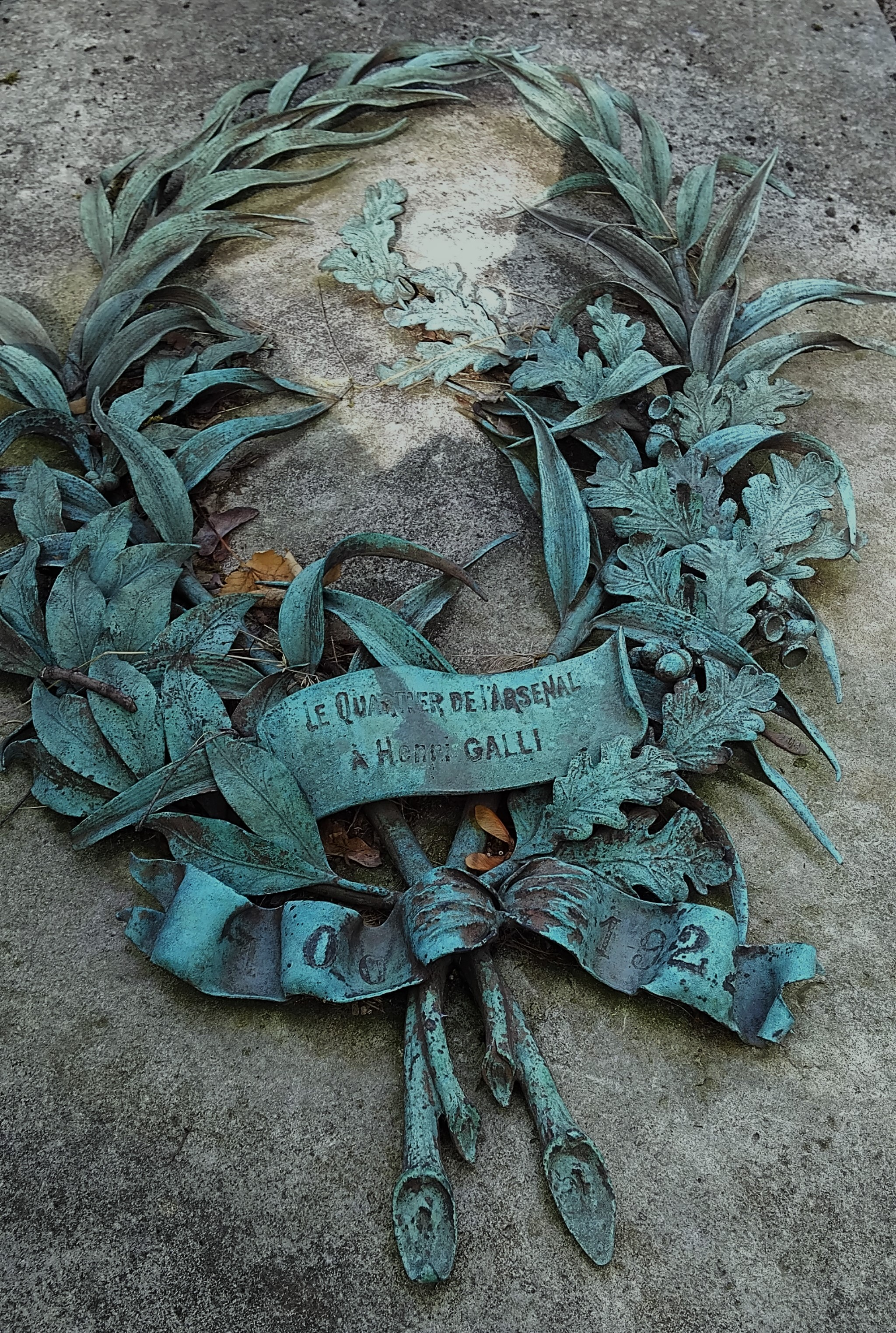
Sépulture d'Henri Galli au cimetière de Montmartre

Le square Henri-Galli, dans le 4e arrondissement, lui est dédié. 
Ses obsèques ont lieu le vendredi 2 juin 1922. La cérémonie religieuse a lieu dans l'église Saint-Paul, dans le 4ème arrondissement, en présence de l'abbé Edmond Loutil, dit Pierre l'Ermite, curé de la paroisse Saint-François de Sales.
Il est inhumé au cimetière de Montmartre, 3e division,  le 2 juin 1922.
Maurice Barrès, Président de la Ligue des patriotes, prononce un discours lors de ses obsèques. 

### Famille
Il épouse en 1892 à Hyères Hélène Plésant, future présidente de l'Union des femmes de France (UFF), l'une des trois sociétés formant avant 1940 la Croix-Rouge française, de 1921 à sa démission en 1926.  
Ils ont deux fils, Robert, né en 1892, licencié en droit puis reçu à l' École des Chartes, mort au col du Linge au Wettstein en Alsace le 27 juillet 1915, engagé volontaire (infirmier) malgré sa réforme, puis Pierre, né en 1896, engagé volontaire en 1916, gazé, médaillé militaire et croix de guerre.

## Mandats
En 1890, il est candidat boulangiste aux élections municipales à Paris, dans le Quartier des Ternes. Il obtient 1516 voix au premier tour, et 1397 voix au deuxième tour, et n'est pas élu. 
En 1900, il est de nouveau candidat, dans le Quartier de l'Arsenal, en tant que Républicain nationaliste, soutenu par la Ligue des Patriotes de Paul Déroulède. Il est élu au premier tour, battant le conseiller sortant Républicain socialiste Charles Vaudet (1860-1945).
En 1904, il est brillamment réélu, obtenant plus de 66 % des suffrages exprimés.
En 1908, il atteint 74 % des suffrages exprimés, et en 1912, plus de 80 %. 
Élu de Paris, au conseil municipal pendant presque 20 ans, de 1900 jusqu'en 1919, il est notamment très préoccupé par les questions sociales. Élu président du conseil général de la Seine de 1910 à 1911, il est ensuite, président du conseil municipal de Paris de 1912 à 1913. 
En 1910-11-12-13, à Paris, il reçoit de nombreuses municipalités étrangères, inaugurant en cela la « diplomatie de l'Hôtel de Ville » (évoqué dans le journal la Cité, article de Jacques Darthez, 17 avril 1914). Lors de sa présidence du conseil municipal, il reçoit à la mairie de Paris le président Poincaré le jour de sa prise de fonction, le 18 février 1913, suivant son élection. Cette réception a lieu en présence de ses deux prédécesseurs, les présidents Fallières et Loubet, instituant cette coutume à la Mairie de Paris.
Il est élu député de Paris (4e arrondissement) en 1914 (étiquette Parti républicain démocratique), puis réélu en 1919 (Union républicaine nationale et sociale), il le reste jusqu'à sa mort en 1922.
Il est membre de la commission de l'armée pendant la guerre de 14-18 et publie en 1919, à titre personnel (l'autre député rapporteur, Abel Ferry, étant mort au front), le rapport parlementaire sur l'offensive de 1917(chemin des dames).
Il s'inscrit, lors de la XIe législature, à la gauche démocratique et à l'entente républicaine lors de la XIIe législature.
Il est membre de nombreuses commissions : enseignement et beaux-arts, suffrage universel, marchés, armée, commission chargée d'examiner la mise en accusation d'un ancien ministre de l'Intérieur (Malvy). Ses propositions de loi et ses rapports reflètent ses préoccupations essentielles : bien-être des combattants, hommages aux morts pour la France, assistance à leurs veuves et à leurs orphelins.
Il prend part à de nombreux débats, suivant toujours de très près les questions militaires : utilisation des effectifs, aide aux prisonniers de guerre. Lors de son second mandat, il est le rapporteur d'une proposition de loi tendant à conférer à titre posthume la dignité de maréchal de France au général Gallieni.

## Publications
- L'Armée française en Égypte 1798-1801, 1883
- Souvenirs de Frederick III avec Dick de Lonlay, 1888
- Dessous diplomatiques (10 ans de politique étrangère), 1895
- L'Allemagne en 1813
- Les Français en Allemagne (campagne de 1806)
- La Guerre à Madagascar de 1885 à 1895, 2 tomes, 1896
- La Prise de Tananarive, 1897
- Carnet de campagne du Ltd Colonel Lentonnet, expédition de Madagascar, 1899, prix Montyon
- Paul Déroulède (raconté par lui-même), 1900
- L'Internationalisme c'est la guerre, 1906
- La Politique de demain, 1908
- Gambetta et l'Alsace Lorraine, 1911
- Le Premier Bataillon Mobiles de la Marne, 1912
- L'Offensive de 1917, 1919
- Henri Galli, Journal politique de la Grande Guerre 1914-1918. La IIIe République sur le vif, 2022[5]

## Sources
- « Henri Galli », dans le Dictionnaire des parlementaires français (1889-1940), sous la direction de Jean Jolly, PUF, 1960 [détail de l’édition]